# Keith Sweat
Keith Crier, dit Keith Sweat, né le 22 juillet 1961 à New York, est un auteur-compositeur-interprète américain de R'n'B et de soul. Il est l'un des inventeurs du new jack swing.

## Discographie

### Albums
- 1985 : My Mind Is Made Up
- 1985 : Lucky 7 (Stay As You Are)
- 1987 : Make It Last Forever
- 1990 : I'll Give All My Love To You
- 1991 : Keep It Comin'
- 1994 : Get Up On It
- 1996 : Keith Sweat
- 1997 : Just A Touch
- 1997 : Levert-Sweat-Gill
- 1998 : Still In The Game
- 2000 : Didn't See Me Coming
- 2002 : Rebirth
- 2003 : Keith Sweat Live
- 2003 : The Legendary Keith Sweat (Unreleased)
- 2003 : LSG2
- 2006 : A Christmas Of Love
- 2007 : Sweat Hotel (Live)
- 2008 : Just Me
- 2010 : Ridin' Solo
- 2011 : Til the Morning
- 2016 : Dress to impress
- 2018 : Playing for keeps

### DVD
- 2005 : The Best of Keith Sweat - Make You Sweat
- 2007 : Sweat Hotel (Live)

### Featurings
- SILK : Lose Control (Album)
- KUT KLOSE : Surrender (Album)
- MEN AT LARGE : Don't cry
- DRU HILL : Love's Train
- DRU HILL : Share My World
- IMMATURE : Extra, Extra
- OL SKOOL : Am I Dreaming (Feat. Xscape)
- THE ISLEY BROTHERS : Slow Is The Way
- THE O'JAYS : Baby You Know
- LIL BUD & TIZONE : Gonna Let U Know
- JERMAINE DUPRI : Going Home With Me
- LORENZO : If It's Alright With You
- PASTOR MURPHY PACE : He Loves You, Pt. 2
- STRINGS : All Eyes On Me
- BABY BASH : Don’t Stop
- JACCI MCGHEE : It Hurts Me
- ENTOUCH : All nite
- TIMMY GATLING : The Sweat Drops
- L.L COOL J :  Why me baby?
- L.L. COOL J : Nobody Can Freak You
- AYMAN : Dieser Brief
- GUY : Let's Chill
- AKON : Someone
- AKON : Some more
- BLACK MEN UNITED : U Will Know
- My Friend (Tribute to Gerald Levert) (Unreleased)
- Goin At It (Unreleased)